# Michel Coxcie

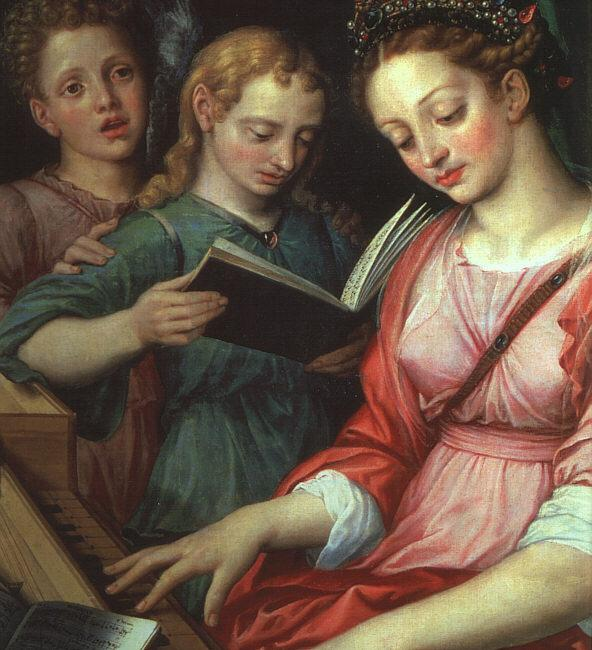
Santa Cecilia, pintura de Coxcie (Museo del Prado).

Michel (o Michiel) Coxcie (Malinas, Bélgica, 1499-1592) fue un pintor flamenco, apodado “el Rafael de los Países Bajos” por su gran éxito dentro del estilo romanista.
Tras un presumible aprendizaje con Bernard van Orley en Bruselas, viajó a Haarlem y Roma, donde residió hacia 1530-39. Aprendió la técnica de la pintura mural al fresco, siendo el primer maestro nórdico que la practicó. En 1532 decoró la capilla del cardenal Enckenvoirt en la iglesia romana de Santa Maria dell’Anima.

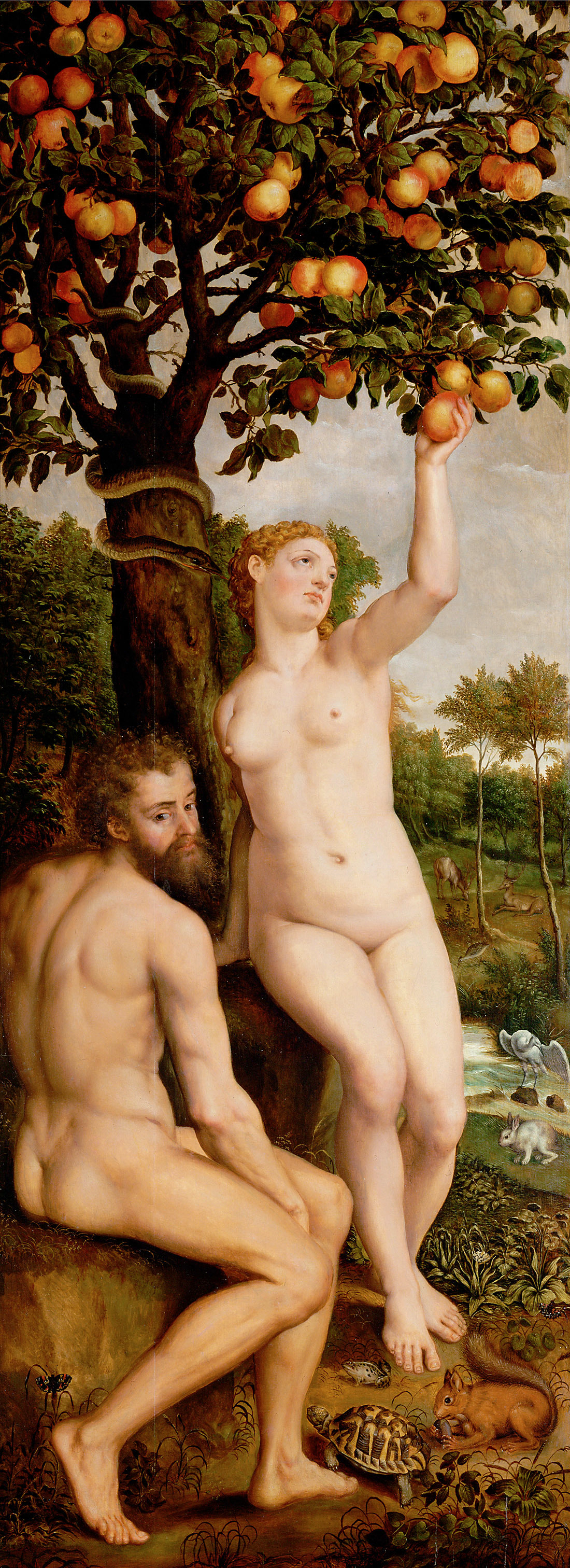
El pecado original, ala de un tríptico cuya tabla central no subsiste (Viena, Kunsthistorisches Museum).

Alcanzó cierta reputación en Italia, y Giorgio Vasari reconoció que Coxcie había adoptado con acierto el estilo italiano. Con todo, la principal ocupación de Coxcie en Roma fue el diseño de grabados, como La fábula de Psique (32 láminas) grabada por Agostino Veneziano y Bernardo Daddi. Estas imágenes al gusto del clasicismo se atribuyeron equivocadamente a Rafael.

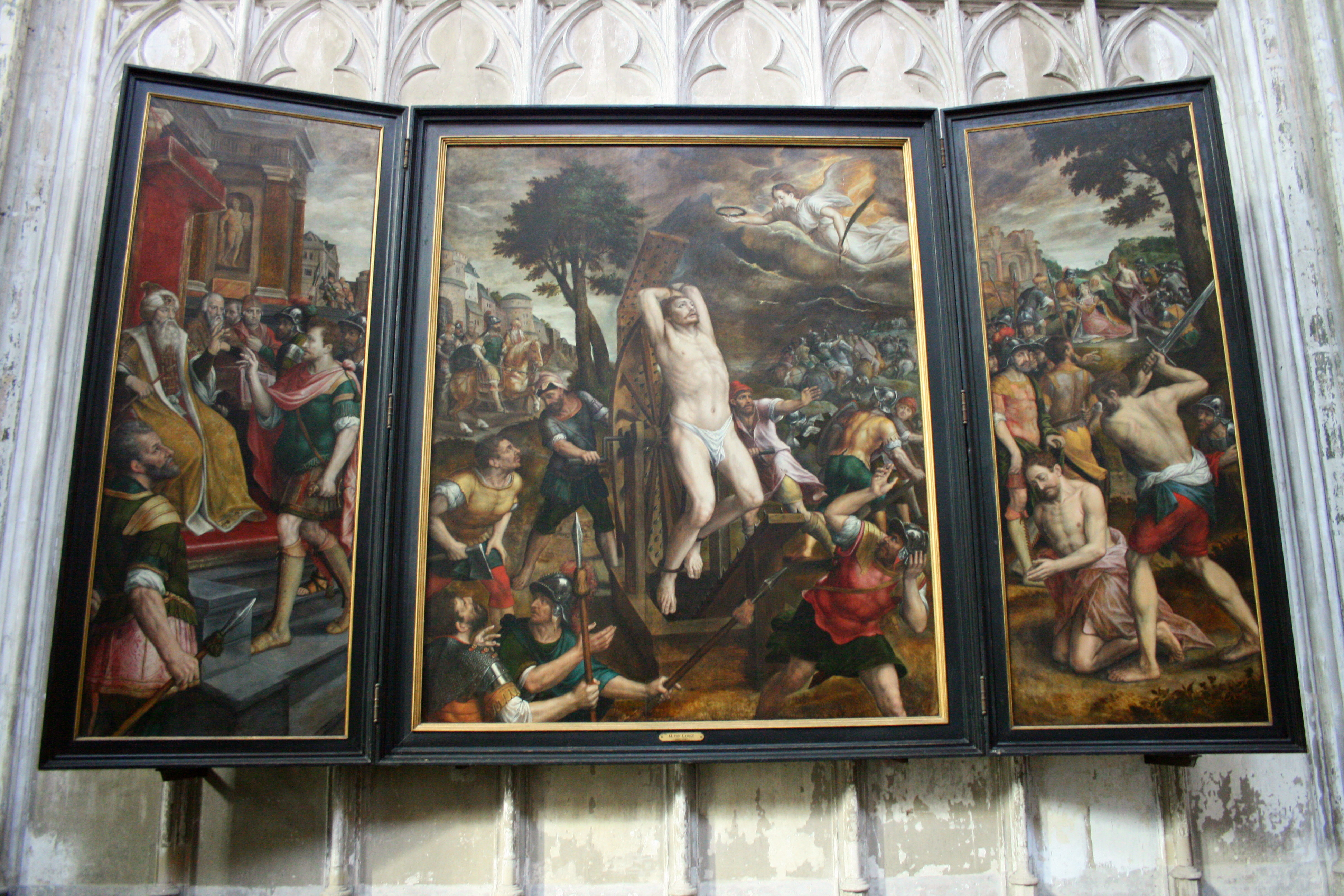
Martirio de san Jorge, tríptico de Coxcie conservado en la catedral de Saint Rombout de Malinas.

De vuelta en los Países Bajos, Coxcie ingresó en la Guilda (gremio) de San Lucas de Malinas en 1539. Poco después se mudó a Bruselas, en cuyo gremio ingresó (1542). Es mencionado en 1546 como pintor de María de Hungría, tía de Felipe II, ocupando la vacante del difunto Van Orley. Produjo obras para el castillo de Binche, y realizó para Felipe II una gran copia del Políptico de Gante de Jan van Eyck, cuando el rey se convenció de que no podría adquirir el original. También replicó Coxcie El descendimiento de la cruz de Rogier van der Weyden; cuando el original ingresó en el Museo del Prado, la copia de Coxcie lo reemplazó en el monasterio de El Escorial.
Coxcie regresó a Malinas, entonces centro religioso y judicial de los Países Bajos, hacia 1563, y en 1585 se mudó a Amberes, si bien falleció en su ciudad natal, casi centenario y aún activo; murió tras caerse de un andamio.
Fue un autor prolífico: aparte de cuadros, retablos de altar, frescos y retratos, produjo diseños para grabados, vidrieras y tapices. Sumamente admirado en vida, fue apodado «el Rafael de los Países Bajos» y su influencia llegó hasta el joven Rubens, pero en tiempos modernos cayó en el olvido. En 2013, el Museo M de Lovaina dedicó a este artista una exposición monográfica, la primera hasta ahora.
Muchos de los tapices de Coxcie fueron adquiridos por Segismundo II para su castillo de Wawel, y también se atribuyen a Coxcie los de La historia de Ciro II, conservados en el Palacio Real de Madrid. Se inspiran en un texto de Heródoto.
En su vejez, Coxcie aleccionó a un niño prometedor: Gaspar de Crayer.